# Medio de comunicación comunitario
Un medio de comunicación comunitario es aquel que no tiene ánimo de lucro y su finalidad principal es mejorar la sociedad de la comunidad a la que pertenece. Estos medios (principalmente radios y televisiones, aunque también prensa escrita) forman el llamado Tercer Sector de la Comunicación, siendo los medios de comunicación públicos el Primer Sector, y los privados comerciales, el Segundo Sector. 

## Historia

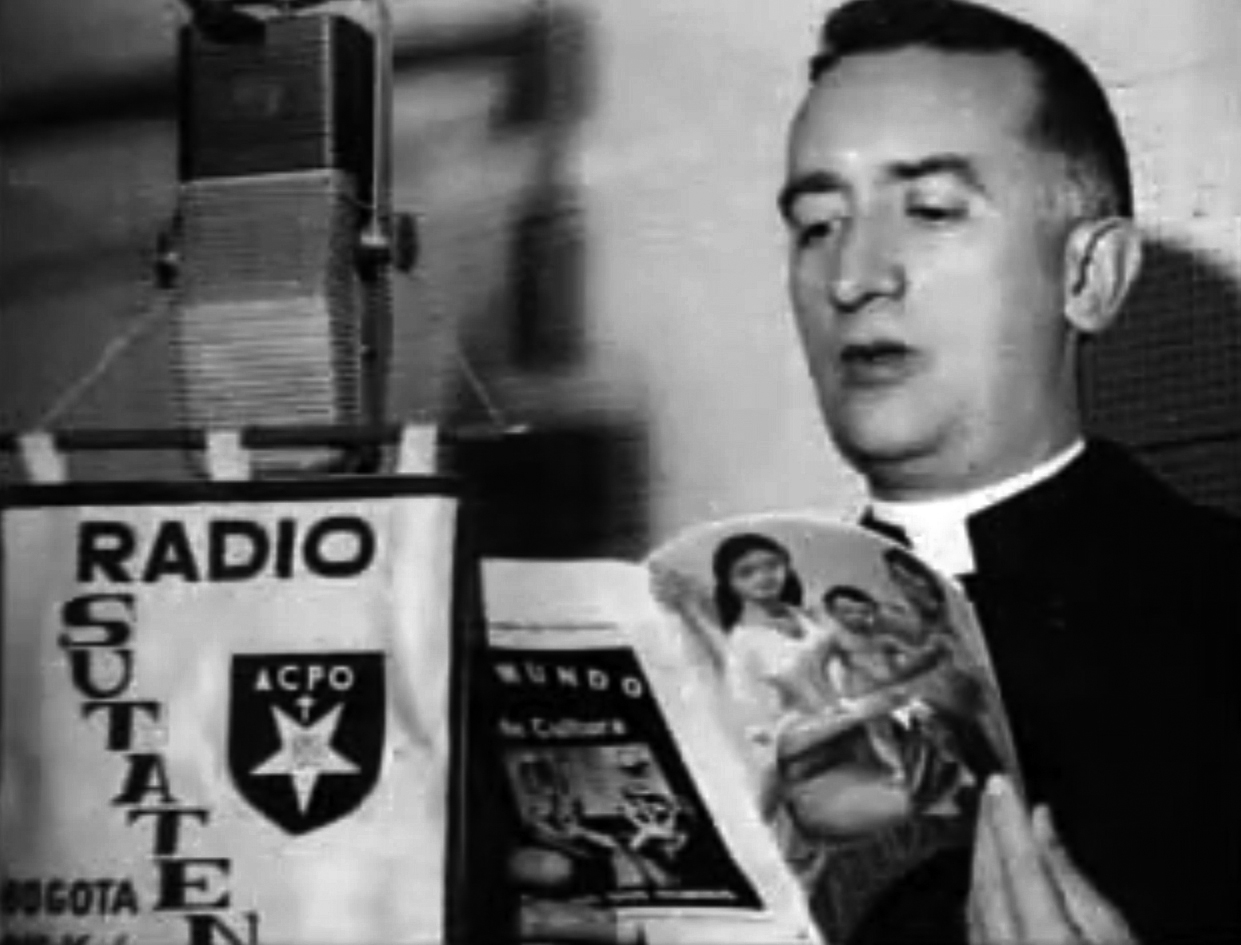
Radio Sutatenza, Colombia.

El primer medio comunitario fue radio Sutatenza (Colombia), que nació en 1940 con el ánimo de educación popular para la alfabetización; en la misma década, aparecieron en Bolivia las radios sindicales mineras, más politizadas. Los primeros ejemplos en España son las radios libres Onda Lliure (Barcelona), Osina Irratia, Radio Paraíso y Satorra Irratia (País Vasco) y Radio Maduixa (Granollers), y en los 80 se popularizaron. En cuanto a televisiones, la primera alternativa a las televisiones públicas fue Tele Cardedeu.
Este tipo de medios están presentes en más de 100 países de todo el mundo, y muchos están agrupados en redes mundiales (Asociación Mundial de Radios Comunitarias), estatales (Red de Medios Comunitarios , Red Nacional de Medios alternativos,Foro Argentino de Radios Comunitarias) o regionales (Unión de Radios Libres y Comunitarias de Madrid).
Estos medios tienen el apoyo de las resoluciones, dictámenes e informes de instituciones como el Parlamento Europeo, el Consejo de Europa, los relatores de la libertad de expresión de la ONU y otros organismos, Maputo o la Asociación Mundial de Radios Comunitarias, o la opinión de profesores universitarios como Manuel Chaparro Escudero, o el Catedrático Ramón Zallo. A pesar de todo ello, las legislaciones sobre este tipo de medios son variables. Algunos países, como Francia o Argentina, reservan un tercio del dial a estas emisoras; en España, únicamente se han otorgado dos licencias de emisión, de las cuales, sólo Ràdio Klara la conserva.

## Medios comunitarios en Venezuela
En 1970, INCUPO transmite por primera vez su programa radial '' Juntos podemos''  con una misión de alfabetizar a los sectores más desprotegidos por la comunidad  y el sector primario

## Medios comunitarios en Colombia
El artículo 1 de la Constitución Política de 1991, establece que "Colombia es un Estado social de derecho, organizado en forma de República unitaria, descentralizada, con autonomía de sus entidades territoriales, democrática, participativa y pluralista, fundada en el respeto de la dignidad humana, en el trabajo y la solidaridad de las personas que la integran y en la prevalencia del interés general"
El artículo 20 ibídem consagra que "Se garantiza a toda persona la libertad de expresar y difundir su pensamiento y opiniones, la de informar y recibir información veraz e imparcial, y la de fundar medios masivos de comunicación. ()".
En el artículo 73 ibídem se señala que "La actividad periodística gozará de protección para garantizar su libertad e independencia profesional." y en el artículo 74 se prevé que "Todas las personas, tienen derecho a acceder a los documentos públicos salvo los casos que establezca la ley. ()"
Política Pública de comunicación comunitaria y alternativa:
El 20 de mayo de 2008, el Concejo de Bogotá aprobó el decreto 149 por el cual se establece la conformación de la Mesa de Trabajo de la Política Pública Distrital de Comunicación Comunitaria, al siguiente día (21 de mayo) el Cabildo Distrital aprobó el decreto 150 de 2008 por medio del cual se adopta la Política Pública Distrital de Comunicación Comunitaria. estableciendo así los lineamientos oficiales de para el funcionamiento y reconocimiento de los mismos según la definición oficial de Comunicación Comunitaria: 
Proceso mediante el cual las comunidades asumen una voz propia y se organizan para integrarse y visibilizarse por intereses comunes (género, edad, etnia, credo, condición social o económica, orientación sexual, condiciones físicas y/o mentales, origen, territorio y asuntos lingüísticos, entre otros), para desarrollar y gestionar procesos comunicativos (medios de comunicación, formación, investigación, organización, entre otros), que reivindiquen a la población y sus derechos humanos.
así mismo Los medios cobijados bajo esta política pueden ser de tres tipos , incluye las siguientes perspectivas.
- Desde lo territorial: comprende un proceso de comunicación vinculado a una porción del territorio o espacio geográfico de la ciudad, bien por su división de carácter político administrativo, como los barrios, las unidades de planeación zonal y/o rural (UPZ y/o UPR), o las localidades, o bien, por las características ambientales y los límites geográficos naturales del entorno.
- Desde lo sectorial: atiende a las necesidades y expectativas de una determinada comunidad, sector o grupo de población u organización o movimiento social que comparte rasgos, características y/o intereses comunes de orden social, político, económico, étnico, lingüístico, ideológico, ambiental, educativo y/o cultural, independientemente del territorio o espacio geográfico que los individuos ocupen o habiten.
- Desde una perspectiva alternativa de sociedad: construye un proceso de comunicación de pensamiento autónomo e independiente que confronta el pensamiento único, apartándose generalmente de las expresiones de los medios tradicionales de comunicación y de los intereses económicos y de las relaciones de poder prevalentes.

En Bogotá existen alrededor de unos 300 medios acreditados y constituidos legalmente, y se encuentran agrupados en:
1. Medios escritos o gráficos: Pueden ser revistas y periódicos. 
2. Medios audiovisuales: pueden ser Canales de tv comunitaria con 
licencia de la ANTV, TvIp o streaming con dominio propio.
3. Medios basados en nuevas tecnologías de la información y las 
comunicaciones TIC: Pueden ser webs, portales internet con información 
noticiosa y circulación de contenidos; todos los cuales contarán con 
dominio propio y actualización permanente.
4. Medios sonoros: Pueden ser emisoras comunitarias con licencia del 
Mintic, radio en línea-internet, o fm algunos ejemplos de estos medios pueden ser:
La norte fm 94.4  una de las 6 emisoras que transmiten bajo señal con certificado de espectro electromagnético de los 20 a 60 wats.
La diez radio  emisora en línea vía stream, www.ambientarteradio.com, www.lavozdemibarrio7.com, www.usbradiofm.com, www.mivozfm.com, www.mibosaestereo.com, www.buenaestereo.com, www.halconradio.com
Décima realidad medio impreso con enfoque territorial
Vórtize medio impreso y tic  Archivado el 27 de junio de 2017 en Wayback Machine. (tecnologías de la nueva información) sectorial-alternativo.
HSB, Xpresion Tv  canales de televisión (audiovisuales).

## Medios comunitarios en El Salvador
En El Salvador los medios comunitarios, en su mayoría son radios. Conocidas originalmente como Radio Comunitaria. Estas radios tienen una interesante historia, ya que han tenido que unir esfuerzos con cooperaciones internacionales para que sean reconocidos los medios alternativos en el país.
Lo que motivó el surgimiento de éstas y otras radios comunitarias fue la necesidad de las comunidades, especialmente rurales, de contar con medios de comunicación que les permitieran concretar su libertad de expresión y el derecho a la comunicación, dada la exclusión de los medios informativos tradicionales. Por eso se caracterizaron por promover la participación ciudadana, la organización comunitaria, el desarrollo local, los derechos humanos, los valores democráticos, la equidad de género, la memoria histórica y la defensa del medio ambiente.
En este país las radios comunitarias, como se mencionaba al principio, han tenido una lucha constante a favor de la democratización de las comunicaciones, que se considera el auge de toda su trayectoria. Desde su surgimiento en 1992 tras la firma de los acuerdos de paz, que dio fin a la guerra civil que azotó a El Salvador en la década de los 80. Originalmente, en ese año sufrieron esa experiencia tres de las radios que actualmente existen en la red de medios alternativos: Radio Sumpul en Chalatenango, Radio Izcanal en Usulután y Radio Victoria en Cabañas.
Actualmente comparten una misma frecuencia en el dial, la 92.1 FM, que se fragmenta en 22 estaciones de radio ubicadas en diferentes partes del país y forman parte de la Asociación de Radios y Programas Participativos de El Salvador (ARPAS). Esto se debe a una injusta distribución de frecuencias en el espectro radial, como ellos señalan. Si bien los acuerdos de paz legalizaron las dos radios de la guerrilla, Radio Venceremos y Radio Farabundo Martí, a las estaciones de radio comunitarias no se les otorgó estatus legal.
Las radios socias a ARPAS que comparten la misma frecuencia son: Radio Güija (Metapán, Santa Ana), Radio Tazumal (Chalchuapa, Santa Ana), Radio Fe y Alegría (Coatepeque, Santa Ana), Radio Juvi (Ahuachapán, Ahuachapán), Radio La Voz de Mi Gente (Tacuba, Ahuachapán), Radio Stereo Sur (Cara Sucia, Ahuachapán), Radio Copinula (Guaymango, Ahuachapán), Radio Sensunat (Sonsonate, Sonsonate), Radio Acaxual (Puerto de Acajutla, Sonsonate), Radio Bálsamo (Zaragoza, La Libertad), Radio La Klave (Antiguo Cuscatlán, La Libertad), Radio Sumpul (Guarjila, Chalatenango),  Radio Suchitlán (Suchitoto, Cuscatlán), Radio Guazapa (Guazapa, San Salvador), Radio Juventud (Nejapa, San Salvador), Radio San Pedro (Cabañas), Radio Victoria (Cabañas), Radio Tehuacán (Tecoluca, San Vicente), Radio Izcanal (Nueva Granada, Usulután), Radio Segundo Montes (Meanguera, Morazán), Radio Fonseca (La Unión, La Unión).
La Procuraduría de los Derechos Humanos, recomendó que el gobierno implementará los mecanismos técnicos necesarios y otorgará permisos a las radios comunitarias. El gobierno del expresidente Alfredo Cristiani, ignoró la recomendación y endureció más su postura negándoles frecuencias y ordenando su cierre. Tras la clausura de 20 radios en 1995, estas se agruparon en ARPAS que gestionó fondos con la cooperación  internacional para comprar la frecuencia del 92.1 FM a un empresario privado.
En los últimos años ARPAS, junto a otras organizaciones de la sociedad civil, aboga por la creación de una ley que democratice la comunicación al reconocer a los medios comunitarios y les permita el acceso a frecuencias del espectro radioeléctrico, respaldando nuestra propuesta en la Constitución de la República y otros convenios internacionales suscritos por El Salvador, que reconocen la comunicación como derecho humano.
Una comunidad libre, es como se cataloga el internet, que en conjunto con las radios comunitarias están trabajando arduamente para hacer que las voz de las comunidades donde trabajan, sea escuchada en el territorio nacional y fuera de él; en consecuencia de la delimitación geográfica de alcance por la frecuencia compartida. Esto se ve evidenciado en las aplicaciones móviles que se están creando para transmitir en línea y cómo utilizan las redes sociales para ser escuchado.

### Radios comunitarias
En El Salvador, después de los acuerdos de paz, nacen una docena de radios comunitarias que tienen objetivos semejantes a todas las radios comunitarias de América Latina: promueven el ejercicio de la libertad de expresión, estimulan el desarrollo, la paz, la justicia y la solidaridad, contribuyen a la democratización, la participación y vida democrática de las comunidades a las cuales sirven. (Bracamonte & Roggenbuck, 1996, p.114)
Muchos han sido los obstáculos a los que se han enfrentado las radios comunitarias en El Salvador. En una entrevista otorgada por Leonel Herrera, director ejecutivo de ARPAS menciona que “las radios comunitarias fueron mandadas a cerrar en diciembre de 1995”. 
Luego en 1997 la promulgación de la Ley de Telecomunicaciones, bajo el gobierno del presidente Armando Calderón Sol, excluyó la figura de las radios comunitarias y desde entonces los medios comunitarios se han propuesto a luchar por la democratización de la palabra y las comunicaciones del país.

### Asociación de Radiodifusión Participativa de El Salvador (ARPAS)
La Asociación de Radiodifusión Participativa de El Salvador agrupa 22 radios comunitarias que operan en el país, surgió formalmente el 26 de febrero de 1994. En una entrevista con Óscar Pérez, coordinador regional de la Asociación Mundial de Radios Comunitarias para América Latina y el Caribe (AMARC), quien fundó ARPAS y Radio Guazapa, comentó con certeza que  fue él quien gestionó fondos con la cooperación internacional para comprar una frecuencia a un empresario privado. Los gobiernos que ayudaron fueron los de Canadá, Holanda y Suecia.
Una familia de apellido Ranh, propietaria de la Sociedad 92 y miembros de ASDER, un día recibió la llamada de unos inversores salvadoreños radicados en Estados Unidos interesados en crear un frecuencia juvenil. Al cabo de tres reuniones, se acordó la compra del 92.1 FM a un costo de un millón setecientos mil colones ($194,285.71). (Transparencia Activa, s.f.)
Los primeros proyectos de radios comunitarias nacieron en aquellas comunidades que habían sido despobladas y refugiadas en las afueras del país a causa de la guerra. Al ser repobladas, los habitantes tenían los deseos de formar sus propios medios de comunicación. Es así como surgieron Radio Sumpul (Güarjila, Chalatenango), Radio Victoria (Santa Marta, Cabañas), Radio Izcanal (Nueva Granada, Usulután) y Radio Segundo Montes (Meanguera, Morazán). (ARPAS)

#### Radio Guazapa
El 28 de mayo de 2001 salió por primera vez al aire Radio Guazapa en el 92.1 FM, tras esfuerzos que venían desde 1997 por crear este proyecto comunitario. La idea fue impulsada por el guazapence Óscar Pérez quien ha demostrado compromiso por el desarrollo local. Es una emisora que forma parte de la Asociación de Radios y Programas de El Salvador (ARPAS) y es integrante del movimiento de emisoras que aglutina la Asociación Mundial de Radios Comunitarias  (AMARC). (Radio Guazapa, s.f.)
Actualmente Radio Guazapa es un proyecto liderado en su mayoría por talento humano joven, Suena en el dial 92.1 FM en municipios de San Salvador como lo son en el Paisnal, Aguilares, Guazapa, Apopa y Ayutuxtepeque, Mientras que en el departamento de Chalatenango tiene cobertura en Agua Caliente, Citala, San Ignacio, La Palma, La Reina, Tejutla y San Rafael. (Radio Guazapa, s.f.)

#### Radio Sumpul
Radio Sumpul fue fundada el 6 de diciembre de 1993 por las comunidades de Chalatenango y surge por el derecho a la comunicación.
En una entrevista con Santiago Serrano, director de esta radio, comenta: 
“Radio sumpul se ha caracterizado con la defensa de los Derechos Humanos, una de ellas es...   digamos, aquí se quería explotar la minería, el tema del agua, o sea  todo el tema que va con derechos lo pasamos en esta práctica, la salud, la prevención de la salud, contenidos sociales, jóvenes, niñez...eh, cuando digo mujeres, aquí  hay, digamos instituciones que nos monitorean con el tema de cómo no transmitir canciones que agreden a la mujer o que generan más violencia. Cosa muy distinta de otras radios… (Radios comerciales)…si, las radios comerciales. Entonces tenemos, digamos unos aspectos censurados por contribuir al desarrollo del país, no con canciones que no contribuyen con el desarrollo,  iniciativas productivas que también programamos.”

### La tecnología en las radios comunitarias
A pesar de contar con tan solo una frecuencia repartida en pequeños fragmentos para 22 emisoras, las radios comunitarias continúan ejerciendo sus funciones en pro de la construcción de una sociedad informada, democrática e incluyente. Internet, la poderosa herramienta que ha conectado a todo el mundo, tiene un valor significativo en cuanto que es una nueva fórmula para crear democracia en las comunicaciones de El Salvador.
Parte de los usos que una radio comunitaria le da a internet radican en la participación, inclusión y contacto con la audiencia a través de redes sociales como: Facebook, Twitter y WhatsApp o incluso por medio de correo electrónico. De acuerdo con esto, en una entrevista cedida por Mario Maida, director de Radio La Klave, comenta:
“En estos momentos, nosotros estamos en red.... En las redes.. Eh... Eh... Tenemos una página web, tenemos un... Un eh.... Eh... Estamos en Facebook, estamos.... Ya próximamente transmitimos en Facebook Live pórque todavía tenemos que acondicionar todo esto para... Para poner las cámaras, este... Se maneja Twitter, pues cuando los programas están eh... Están desarrollándose hay un persona que está lanzando... Twitteando y está recibiendo respuestas, reacciona, y obviamente estamos con la tecnología del teléfono (Señala un póster con el número de teléfono de la cabina de radio) también porque hay mucha gente que lo utiliza, todavía el teléfono para comunicarse hay eh... El WhatsApp también este... Nos ha facilitado un montón de.... De tiempo para coordinar sobre todo”.
Otro resultado de esta fórmula es la creación de páginas web. Algunas de las radios comunitarias que tienen dominio de un sitio web se han permitido romper barreras geográficas y transmitir incluso fuera del país gracias a la transmisión por streaming. Por tanto, su incidencia es mayor porque ahora cualquier persona que esté fuera de su alcance en el dial puede sintonizarla a través de su página web.
Otro ejemplo es Radio Bálsamo que ya ha comenzado el diseño de su propia aplicación de radio. En una entrevista con Donatella Morales, directora de Radio Bálsamo, expresa; “estamos trabajando en una “app”... La… De la... De la radio, pues tenemos la ventaja también, como les digo, chicos y chicas voluntarios”.
Parte de las innovaciones que buscan las radios comunitarias pretenden brindar un mayor apoyo a otras comunidades para que sean vistos y escuchados. El trabajo continuo de estos medios ha sido difícil y se debe también a que sus formas de financiación son completamente diferentes a las de un medio privado-comercial, pues no poseen ánimo de lucro. Esto provoca que la adquisición de equipos tecnológicos actualizados se retarde. Sin embargo, hasta el momento han sabido armarse de valor para  darle seguimiento a la lucha por una sociedad más justa.

Para más información se puede consultar el siguiente enlace que conduce al documental sobre las radios comunitarias de El Salvador; su historia y proceso de adaptación tecnológica: https://www.youtube.com/watch?v=wrtDyX1gTTY.

## Características
Los medios de comunicación comunitarios son aquellos que cumplen las siguientes características:
- El medio es propiedad de una asociación sin ánimo de lucro.
- Su gestión y funcionamiento lo lleva a cabo un colectivo ciudadano.
- No existe reparto de beneficios de ningún tipo, y la financiación se destina íntegramente al proyecto.
- La gestión de estos medios de comunicación se realiza de forma participativa y horizontal, sin estructuras jerárquicas en la toma de decisiones.
- Tienen como objetivos profundizar en la democracia, transformar los procesos sociales y hablar de lo que otros medios no hablan.
- Estos medios no realizan proselitismo religioso ni partidista.

## Justificación
La Declaración Universal de los Derechos Humanos establece que todos los individuos tienen derecho, no sólo a recibir información y opinión, sino también a difundirlas por cualquier medio de expresión, derecho que también está recogido en algunas legislaciones estatales. Sin embargo, en los medios de comunicación comerciales no se da la oportunidad a todos los ciudadanos de expresar sus propias opiniones en igualdad de condiciones con los trabajadores del propio medio, más allá de una sección de Cartas al director, mensajes SMS o una sección en la que se permiten llamadas de los oyentes. En los medios comunitarios, cualquier ciudadano puede participar, realizando un programa de radio o televisión o participando en uno ya existente, generalmente adquiriendo previamente la categoría de socio de la asociación cultural que gestiona el medio.
Además, estos medios están apoyados por resoluciones, dictámenes e informes de instituciones como el Parlamento Europeo, el Consejo de Europa, los relatores de la libertad de expresión de la ONU y otros organismos, Maputo o la Asociación Mundial de Radios Comunitarias, o la opinión de profesores universitarios como Manuel Chaparro Escudero, o el Catedrático Ramón Zallo.